# Paradrino laxifrons
Paradrino laxifrons là một loài ruồi trong họ Tachinidae.